# Природні ліси Нижньобистрівського лісництва
Приро́дні ліси́ Нижньоби́стрівського лісни́цтва — пралісова пам'ятка природи місцевого значення в Україні. Розташована в межах Хустського району Закарпатської області, на північний захід від села Широке і (частина) на схід від села Нижній Бистрий. 
Площа 123,8 га. Статус присвоєно згідно з рішенням облради від 16.07.2020 року № 1757. Перебуває у віданні ДП «Хустське ЛГ» (Нижньобистрівське лісництво, кв. 4, вид. 1; кв. 5, вид. 2; кв. 6, вид. 3, 4,  7; кв. 16, вид. 9; кв. 46, вид. 3). 
Статус присвоєно для збереження у природному стані кількох частин лісового масиву, які мають ознаки пралісу. В деревостані переважає бук. Більшість території пам'ятки природи розташована у верхів'ях річки Широкий (права притока Ріки), на висоті 800-900 м. над р. м.